# Львовский центр Института космических исследований НАН и НКА Украины

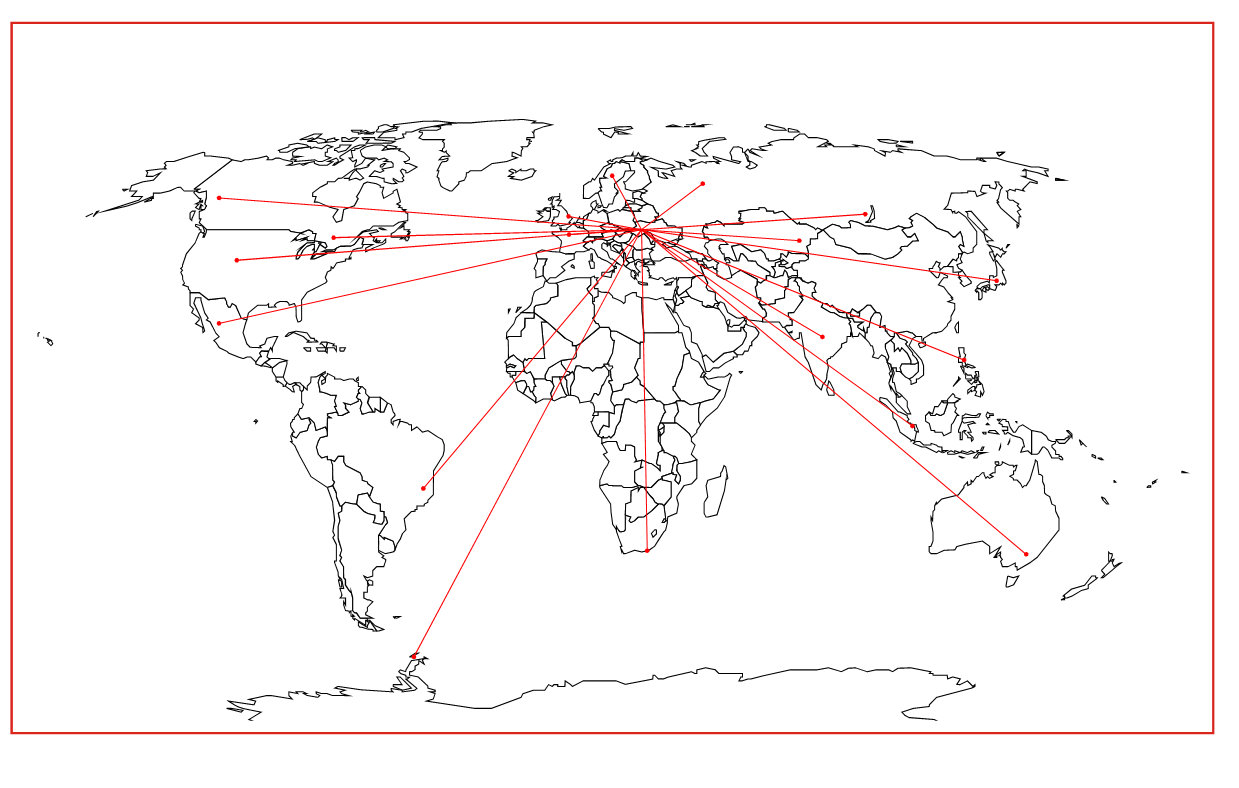
Международные связи ЛЦ ИКИ НАНУ НКАУ

Львовский центр Института космических исследований Национальной академии наук Украины и Национального космического агентства Украины (ЛЦ ИКИ НАНУ НКАУ) создан в 1996 году. Филиал Института космических исследований НАН Украины и ГКА Украины. Центр является одним из разработчиков и производителей датчиков, приборов и информационно-измерительных систем для космических и геофизических исследований.
Основные направления научно-производственной деятельности:
- Электромагнитные исследования в проводящей среде (космической плазме, почве и морской воде), создание приборов для решения геофизических задач измерения параметров электрических и магнитных полей в широком диапазоне частот;
- Исследование акустико-электромагнитных взаимодействий в атмосфере и ионосфере, создание акустических излучателей большой мощности;
- Создание бортовых систем сбора и обработки данных;
- Разработка приборов и систем измерения, управления и контроля технологических процессов промышленных предприятий.

## Награды
- В апреле 2009 года Европейский союз по наукам о Земле наградил медалью Христиана Гюйгенса за 2009 год Валерия Евгеньевича Корепанова, заместителя директора по науке Львовского центра Института космических исследований НАНУ-НКАУ, за его существенные достижения в развитии датчиков и электрических и магнитных приборов для исследования Земли и Солнечной системы.
- Государственная премия Украины в области науки и техники за работу «Космические системы, приборы и методы диагностики электромагнитных полей в геокосмосе», выдвинутая Национальным космическим агентством Украины, присуждена указом Президента Украины от 1 декабря 2008 года № 1121/2008 «О присуждена Государственных премий Украины в области науки и техники 2008 года». Премию получили 2 сотрудника:
  - Корепанов Валерий Евгеньевич — доктор технических наук, заместитель директора Львовского центра Института космических исследований НАН Украины и Национального космического агентства Украины
  - Дудкин Федор Львович — кандидат технических наук, старший научный сотрудник Львовского центра Института космических исследований НАН Украины и Национального космического агентства Украины

## Лаборатория электромагнитных исследований
В лаборатории испытана широкая гамма приборов для лабораторных, промышленных, полевых и космических исследований.
Космические исследования проводятся около 40 лет. Реализован ряд успешных экспериментов на борту спутников и межпланетных станций…
Проводятся также исследования электромагнитных предвестников землетрясений.
Были получены существенные результаты, которые представлены для обсуждения научной общественности.

## Научное и промышленное приборостроение

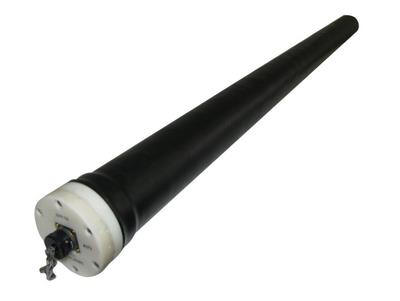
Индукционный магнитометр для геофизических исследований
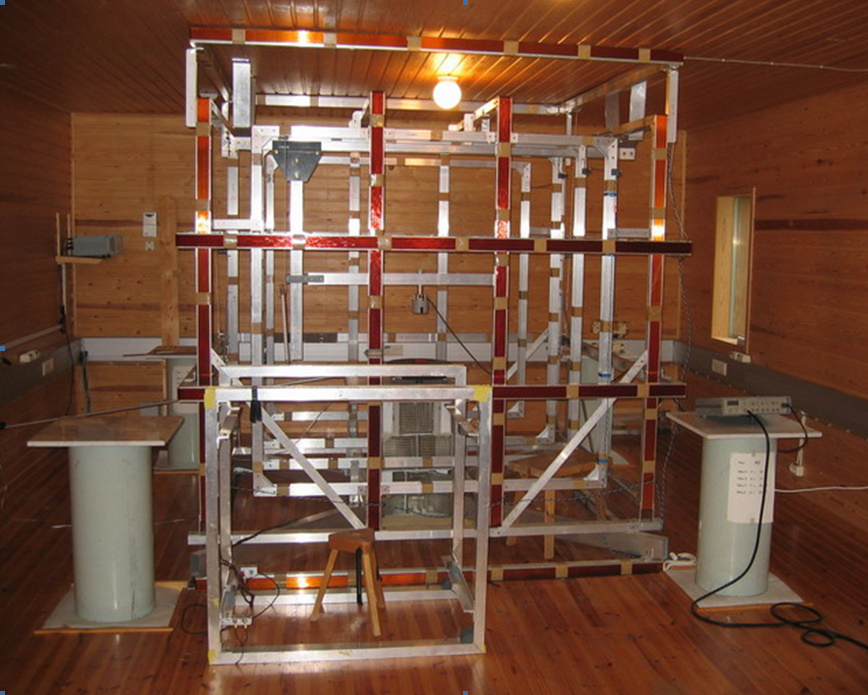
Система для калибровки магнитометров
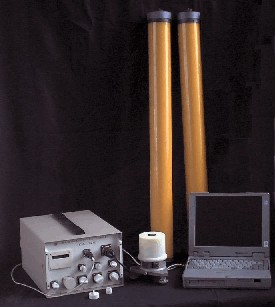
Магнитотеллурическая станция для магнитотеллурического зондирования

- трехкомпонентные феррозондовые магнитометры;
- сверхлегкие индукционные магнитометры для космических исследований;
- бортовые феррозондовые магнитометры;
- автономные подводные магнитометры;
- портативные деклинометры-инклинометры;
- широкодиапазонные магнитотеллурические станции для магнитотеллурического зондирования;
- корректоры объёма газа;
- трехкомпонентные магнитометры для системы ориентации микроспутника;
- волновые зонды;
- датчики электрического потенциала;
- бортовые измерительно-вычислительные комплексы.

## Международное сотрудничество
ЛЦ ИКИ НАНУ НКАУ активно сотрудничает с мировым сообществом, представляя Украину в:
- Международном комитета по космическим исследованиям (COSPAR),
- Европейском союзе наук о Земле (EGU),
- Международной ассоциация геомагнетизма и аэрономии (IAGA),
- Международная академия астронавтики (IAA).

В 2007 году с зарубежными фирмами было исполнено 24 контракта (изготовленных приборов и исполненных НИОКР).

## Публикации
- Orsolya E. Ferencz, László Bodnár, Csaba Ferencz, Dániel Hamar, János Lichtenberger, Péter Steinbach, Valery Korepanov, Galina Mikhaylova, Yuri Mikhaylov, and Vladimir Kuznetsov. Ducted whistlers propagating in higher-order guided mode and recorded on board of Compass-2 satellite by the advanced Signal Analyzer and Sampler 2. Journal of Geophysical Research, Vol. 114, A03213, doi:10.1029/2008JA013542, 2009[1].
- Klimov, S.I., V.E.Korepanov, D.I.Novikov, Cs. Ferencz, J. Lichtenberger, A. Marusenkov, L.Bodnar. Study of electromagnetic parameters of space weather. micro-satellite «CHIBIS-M». Digest of the 7th Int. Symposium of the Int. Academy of Astronautics «Small Satellites for Earth Observation». Berlin, May 4-8, 2009. P. 65-68.
- L.M. Zelenyi, V.G. Rodin, V.N. Angarov, T.K. Breus, M.B. Dobriyan, S.I. Klimov, O.I. Korablev, V.E. Korepanov, V.M. Linkin, E.A. Loupian, N.N. Ivanov, L.E.Lopatenko, O.Yu. Sedykh, Micro-satellite «Chibis» — universal platform for development of methods of space monitoring of potentially dangerous and catastrophic phenomena, Selected Proceedings of the 5th Intern. Symposium of the Intern. Academy of Astronautics, Berlin, April 4-8, 2005. Edited by Hans-Peter Roeser, Rainer Sandau, Arnoldo Valenzuela, Walter de Gruter, Berlin, New York, p. 443—451, 2005[2].
- V. Korepanov, F. Dudkin, G. Lizunov. New instrument for wave activity study. Digest of the 7th Int. Symposium of the Int. Academy of Astronautics «Small Satellites for Earth Observation». Berlin, May 4-8, 2009. P. 187—190.
- S. Belyayev, F. Dudkin, V. Korepanov, О. Leontyeva. Possibility of IGRF model upgrade using microsatellite service magnetometer. Digest of the 7th Int. Symposium of the Int. Academy of Astronautics «Small Satellites for Earth Observation». Berlin, May 4-8, 2009. P. 565—568.
- F. Dudkin, V. Korepanov, G. Lizunov. Experiment VARIANT — first results from Wave Probe instrument. Advances in Space Research. Volume 43, Issue 12, 1904—1909 (2009).
- Научные публикации и доклады на конференциях (1997—2013)